# Шаповалов, Алексей Валерьевич
Алексе́й Вале́рьевич Шапова́лов (род. 14 мая 1977) — украинский футболист, нападающий.

## Карьера
В чемпионате Украины выступал в составе «Николаева», где провёл 14 матчей, 7 из которых — в высшей лиге. Дебютный матч: 23 марта 1996 года «Черноморец» (Одесса) — СК «Николаев», 1:0.
В 2000 году в рамках розыгрыша Кубка Украины провёл один матч за «Торпедо» (Запорожье).